# Marc Jacobs
Marc Jacobs (sinh ngày 9 tháng 4 năm 1963) là một nhà thiết kế thời trang nổi tiếng người Mỹ. Ông là trưởng ban thiết kế của nhãn hiệu Marc Jacobs, cũng như của dòng sản phẩm Marc by Marc Jacobs trong vòng 15 năm trước khi bị ngừng sản xuất sau khi ra mắt BST Thu Đông năm 2015. Vào thời kỳ đỉnh cao, nó có hơn 200 cửa hàng bán lẻ ở 80 quốc gia. Ông từng là giám đốc thiết kế của hãng thời trang Pháp, Louis Vuitton danh tiếng từ năm 1997 đến 2014. Jacobs nằm trong danh sách "100 người có ảnh hưởng nhất thế giới" của tạp chí Time, và đứng thứ 14 trong danh sách "50 người đồng tính nam và nữ quyền lực nhất nước Mỹ" năm 2012 của tạp chí Out. Anh kết hôn với người bạn đời lâu năm Charly Defrancesco vào ngày 6 tháng 4 năm 2019.

## Tiểu sử
Jacobs sinh ra trong một gia đình Do Thái không theo đạo ở thành phố New York. Khi anh lên bảy tuổi, cha anh là một đặc vụ của Cơ quan William Morris đã qua đời. Theo Jacobs, mẹ anh là người đã tái hôn ba lần, bị "bệnh tâm thần" và "không thực sự chăm sóc con cái của mình". Khi còn là một thiếu niên, anh đến sống với bà nội ở Upper West Side, trong một căn hộ ở Majestic thuộc Central Park West.
Ông sống ở Teaneck, New Jersey với mẹ, chị gái và em trai và học ở Trường Trung học Phổ thông Teaneck.
Anh có niềm đam mê thời trang từ khi còn trẻ. Jacobs theo học trường Trung học Mỹ thuật và Thiết kế ở thành phố New York và đã tốt nghiệp vào năm 1981. Khi ông mới 15 tuổi, ông đã làm việc ở một cửa hiệu quần áo. Từ nơi đó, Jacobs xin học vào Trường thiết kế Parsons tại New York. Trong thời gian học tại trường, ông đã đạt giải ba giải the Perry Ellis Gold Thimble Award, the Chester Weinberg Gold Thimble Award, the Design Student of the Year Award trong cùng một năm 1984.
Ngay khi còn theo học tại Parsons, Jacobs đã thiết kế và bán được dòng sản phẩm đầu tiên là những chiếc áo len đan tay. Ông thiết kế bộ sưu tập đầu tiên cho Reuben Thomas, Inc., với nhãn hiệu the Sketchbook.

## Louis Vuitton
Năm 1997, Jacobs được bổ nhiệm làm Giám đốc sáng tạo của hãng thời trang xa xỉ của Pháp Louis Vuitton.
Jacobs đã hợp tác với nhiều nghệ sĩ nổi tiếng trong bộ sưu tập cho hãng Louis Vuitton của mình, ông đã từng làm việc với Stephen Sprouse, Takashi Murakami và gần đây nhất là Richard Prince và rapper Kanye West.
Cho tới nay (2011) Marc Jacobs vẫn là giám đốc sáng tạo của hãng này.

## Các công ty riêng
Trong những năm gần đây, thương hiệu Marc Jacobs đã tăng số lượng các cửa hàng và các điểm dịch vụ.Điều này thể hiện rõ trong danh sách chữ ký của các thành phố đặc trưng trong các quảng cáo in của công ty (mặc dù quảng cáo này không cung cấp một cuộc khảo sát hoàn toàn chính xác hoặc đầy đủ các hoạt động bán lẻ của thương hiệu).Một số các cửa hàng giới thiệu thương hiệu hiện tại chỉ là một phần nhất định của một số thương hiệu của công ty (Marc Jacobs, Marc by Marc Jacobs, và Marc Little).
Tính đến tháng năm 2008, các của hàng của Marc Jacobs đã có mặt tại nhiều thành phố ở Mỹ như New York, San Francisco, Los Angeles, Boston, Bal Harbour, Las Vegas, Chicago, Savannah, và Provincetown, Massachusetts và cũng có rất nhiều của hàng tại các thành phố lớn khác trên thế giới phải kể đến như Tokyo, Paris, London, Madrid, Copenhagen và Moskva các của hàng của hãng hầu như phổ biến trên toàn cầu.
Vào tháng 2 năm 2008, Jacobs đã bị buộc tội đạo các bộ trang phục, cụ thể hơn là những chiếc khăn từ bộ sưu tập của nhà thiết kế người Thụy Điển Gosta Olofsson được ra mắt vào năm 1950. Marc đã giải quyết vấn đề này bằng tiền mặt với con trai của Gosta Olofsson là Göran Olofsson. Trong năm 2009, Jacobs đã cho ra mắt một loạt áo sơ mi bán tại các của hàng của mình với mục đích là yêu cầu hợp pháp hóa hôn nhân đồng tính. Trong tháng 2 năm 2010, Jacobs đã kiện Ed Hardy vì xâm phạm vào những thiết kế của một trong những túi xách thêu của mình.
Năm 2006, ông cho ra đời một dòng nước hoa mới, được phân phối bởi Coty. Đầu tiên chỉ được bán tại cửa hàng nước hoa, nhưng nó đã được bán rộng rãi hơn trong những năm gần đây.

## Cuộc sống cá nhân
Năm 2009, Marc Jacobs được xếp thứ 15 trong bảng xếp hạng "50 Most Powerful Gay Men and Women in America" của tạp chí Out.
Ông là một người đồng tính và đang có mối quan hệ thân thiết với Lorenzo Martone. Vào tháng 3 năm 2009, báo Women's Wear cho biết cặp đôi này đã đính hôn sau một năm hẹn hò. Vào tháng 7 năm 2009 họ tổ chức đám cưới ở Provincetown, Massachusetts. Tuy là xem nhau như vợ chồng nhưng hôn nhân của họ không hợp pháp. Đến ngày 24 tháng 7 năm 2010 Lorenzo đã thông báo qua Twitter rằng anh ta và Marc đã không sống chung được hai tháng.